# Aspredinichthys tibicen
Aspredinichthys tibicen is een  straalvinnige vissensoort uit de familie van braadpan- of banjomeervallen (Aspredinidae). De wetenschappelijke naam van de soort is voor het eerst geldig gepubliceerd in 1840 door Valenciennes.